# Avril Haines
Avril Danica Haines (Manhattan, Nova York, 29 d'agost de 1969) és una advocada i funcionària governamental estatunidenca, actual directora dels Serveis Nacionals d'Intel·ligència dels Estats Units del govern de Joe Biden. És la primera dona a accedir a aquest càrrec.
Anteriorment, va ocupar el càrrec de consellera adjunta de Seguretat Nacional entre el 2015 i el 2017, sota la presidència de Barack Obama i havia estat la primera dona subdirectora de la CIA a partir del 2013.